# Bachaawaagiin Bujadaa
Bachaawaagiin Bujadaa (mongolisch Бахааваагийн Буядаа; * 20. Mai 1946) ist ein ehemaliger mongolischer  Judoka.
Er nahm 1972 an den Olympischen Spielen teil. In München gewann er im Leichtgewicht zunächst Silber. Bei der anschließenden Dopingkontrolle wurde er allerdings positiv auf Dianabol getestet und bekam die Medaille aberkannt. Vier Jahre später startete er bei den Olympischen Spielen in Montreal, bei denen er den zehnten Platz erreichte.